# Dick Beyer
Pour les articles homonymes, voir Beyer.
Richard John Beyer, dit Dick Beyer (né le 11 juillet 1930 à Buffalo et mort le 7 mars 2019 à Akron), connu sous le nom de ring de The Destroyer, est un catcheur (lutteur professionnel) américain. 
Joueur de football américain et lutteur à l'université de Syracuse, il fait partie de l'équipe qui perd l'Orange Bowl en 1952. Un an plus tard, il commence sa carrière de catcheur en 1954. Il devient populaire sous le masque de The Destroyer à la Worldwide Wrestling Associates, une fédération de Los Angeles. Dans la deuxième moitié des années 1960, il rejoint l'American Wrestling Association (AWA) et prend le nom de ring de Dr X et devient champion du monde poids-lourds de l'AWA. En 1972, il fait partie des catcheurs américains qui luttent à l'All Japan Pro Wrestling (AJPW) dans le cadre de tournées avant de rester dans cette fédération jusqu'à sa retraite en 1993 tout en faisant ponctuellement des tournées dans des fédérations américaines. Il est membre du Professional Wrestling Hall of Fame and Museum depuis 2005.

## Biographie

### Jeunesse
Beyer étudie à l'université de Syracuse où il fait partie de l'équipe de lutte et de football américain. Au sein de l'équipe de football, il occupe le poste d'offensive guard droit et est le co-capitaine de l'équipe. En 1952, l'équipe de Syracuse atteint la finale de l'Orange Bowl perdu face à l'université de l'Alabama 61 à 6. Un an plus tard, il quitte l'université après l'obtention d'un master en éducation ainsi que la récompense de sportif de l'année de l'université.

### Carrière de catcheur

#### Débuts (1954-1966)
Juste après l'obtention de son diplôme, Ed Don George lui propose de devenir catcheur. Beyer accepte en pensant faire ce métier pendant quelques années pour ensuite être professeur. Il obtient ses premiers titres à la National Wrestling Alliance Mid-America (NWA Mid-America), un des territoires de la NWA couvrant le Tennessee, en devenant champion par équipe du Sud de la NWA Mid-America avec Tex Riley du 18 avril jusqu'en mai puis une seconde fois avec Len Rossi du 30 mai au 18 juillet.
En 1962, il est en Californie à la Worldwide Wrestling Associates (WWA) où Jules Strongbow, le promoteur de cette fédération, lui demande de porter un masque blanc et d'incarner The Destroyer pour quelques semaines. Ce gimmick a du succès auprès du public ce qui annule les plans initiaux de Strongbow. Il en devient une des principales vedette en battant Freddie Blassie par arrêt de l'arbitre le 27 juillet et remporte le championnat du monde poids-lourds de la WWA.
L'année suivante, il y affronte Shōhei Baba dans des défenses de son titre avant de partir au Japon où il a une rivalité avec Rikidōzan durant toute sa tournée. Cette rivalité donne lieu à deux matchs les opposant et l'un d'entre établit le 24 mai le record d'audience télévisé pour une rencontre sportive,.

## Décès
Dick Beyer meurt le 7 mars 2019 à 87 ans.

## Palmarès
- All Japan Pro Wrestling
  - 1 fois champion par équipe All Asia avec Billy Red Lyons[11]
  - 3 fois champion des États-Unis de la Pacific Wrestling Federation[12]

- American Wrestling Association (AWA)
  - 1 fois champion du monde poids-lourds de l'AWA[13]
  - 1 fois champion poids-lourds de l'Empire Britannique de l'AWA[14]

- American Wrestling Association San Francisco
  - 1 fois champion du monde par équipe de l'AWA San Francisco avec  Billy Red Lyons[15]

- Gulf Coast Championship Wrestling
  - 1 fois champion poids-lourds de la National Wrestling Alliance Gulf Coast[16]

- Lutte Internationale
  - 1 fois champion poids-lourds International[17]

- Mid-Pacific Promotions
  - 1 fois champion poids-lourds d'Amérique du Nord de la NWA Hawaï[18]

- Pacific Northwest Wrestling
  - 2 fois champion poids-lourds de la NWA Pacific Northwest[19]
  - 3 fois champion par équipe de la NWA Pacific Northwest avec Art Michalik[20]

- Worldwide Wrestling Associates (WWA)
  - 3 fois champion du monde poids-lourds de la WWA[21]
  - 3 fois champion du monde par équipe de la WWA avec Dan Manoukian puis Hard Boiled Haggerty à deux reprises[22]

## Halls of Fame et distinctions
- Buffalo Sports Hall of Fame
  - Membre du Hall of Fame (promotion 2003)[23]

- Cauliflower Alley Club (en)
  - Prix Iron Mike Mazurki 1996 pour l'ensemble de sa carrière[24]

- Professional Wrestling Hall of Fame and Museum
  - Membre du Hall of Fame (promotion 2005)[25]

- Tokyo Sports
  - Prix de la popularité 1975[26]

- Wrestling Observer Newsletter
  - Membre du Wrestling Observer Hall of Fame (promotion 1996)[27]